# Parathyma asita
Parathyma asita är en fjärilsart som beskrevs av Moore 1858. Parathyma asita ingår i släktet Parathyma och familjen praktfjärilar. Inga underarter finns listade i Catalogue of Life.